# Ampharete johanseni
Ampharete johanseni är en ringmaskart som beskrevs av Chamberlin 1920. Ampharete johanseni ingår i släktet Ampharete och familjen Ampharetidae. Inga underarter finns listade i Catalogue of Life.